# ばんせい証券
ばんせい証券株式会社（ばんせいしょうけん、英: Bansei Securities Co.,Ltd.）は、日本の証券会社である。

## 概要
創業家である藤井家が京都の地場証券会社としてスタートし、2008年（平成20年）で創業100周年を迎えている。1998年（平成10年）に商品先物取引会社である大雄社先物社に買収されたが、子会社である萬成証券を存続会社とした合併が行われ先物系証券会社となった。2008年12月にユニマット山丸証券株式会社の事業を一部承継し、2008年12月1日より現在の名称となり、後に村上豊彦が社長に就任したため、一時期役員から創業家がいなくなった。その後、創業家の藤井史郎社長が再就任するも、2022年12月に死去したため、太田博之が社長に就いた。
一時期は全国に20ヵ所以上の支社や支店があり、従業員も1000人以上いたが、手数料自由化などの法改正を見越しての理由により人員や規模を縮小し、東京・名古屋・京都・大阪の大都市に集約した。支社は京都にあり、支店は名古屋・大阪・札幌・宝塚・大宮・福岡・ロンドン（駐在員事務所）にある。宝塚支店及び越谷支店(現在は大宮に移転)は2009年（平成21年）8月1日よりインヴァスト証券より譲り受けた支店である。
現在は証券業務に注力し、株式や投資信託、日経225先物、金融商品の組成、ロンドンAIM市場などの国内外市場の上場支援（東西キャピタルと提携）、ディーリング業務などの証券業務や投資銀行業務などを手掛けている。以前は商品先物取引（サヤ取り）や商品ファンドなどを個人顧客に対して販売していたが、2008年10月に同業務完全撤退。両替業務においても2009年2月において業務終了した。また「FX-FACTORY」などの店頭外国為替証拠金取引や取引所為替証拠金取引（くりっく365）はインヴァスト証券に事業譲渡した。

## 沿革
- 1908年（明治41年）7月 - 京都証券取引所から仲買人の免許を受け、藤井新七商店を創業。
- 1923年（大正12年）3月 - 藤井真次郎商店に商号を変更。
- 1949年（昭和24年）
  - 3月 - 金新証券株式会社を設立。
  - 4月 - 商号を萬成証券株式会社に変更。
  - 5月 - 京都証券取引所の正会員として加入。
- 1968年（昭和43年）4月 - 証券業の免許制実施に伴い、大蔵大臣より、証券業免許取得。
- 1998年（平成10年）
  - 9月 - 商品先物取引大手「大雄社先物」が約80%の株式を獲得、傘下に入る。
  - 12月 - 証券業登録〔近畿財務局長（証）第30号〕。
- 1999年（平成11年）2月 - 商号を萬成プライムキャピタル証券株式会社に変更。
- 2000年（平成12年）7月 - 本店を東京の旧・山一證券本社ビル（茅場町タワー）へ移転。
- 2002年（平成14年）
  - 4月 - キングコモディティ証券株式会社と合併。
  - 7月 - 子会社ベストコモディティ株式会社の商号を萬成トレーディング株式会社に変更。
  - 9月 - 株式会社大阪証券取引所正取引資格取得。
- 2003年（平成15年）
  - 5月 - 商品投資販売業許可〔金農経(1)第120号〕。
  - 7月 - 商号を入や萬成証券株式会社に変更。
- 2004年（平成16年）
  - 6月 - 萬成トレーディング株式会社を売却。
  - 10月 - 米国シカゴに投資顧問会社IBS Capital Management,Inc.を設立。
- 2005年（平成17年）7月 - 金融先物取引業登録〔関東財務局長（金先）第2号〕。
- 2006年（平成18年）
  - 4月 - 萬成パートナー投資顧問株式会社（現・みやこインベストメント株式会社）設立。
  - 7月 - 商号をばんせい証券株式会社に変更。
- 2007年（平成19年）
  - 4月 - 投資顧問業登録〔関東財務局長 第1687号〕。
  - 6月 - 札幌証券取引所一般正会員加入。
  - 8月 - 東西キャピタルと資本業務提携。
  - 10月 - 金融商品取引業登録〔関東財務局長（金商）第148号〕。
- 2008年（平成20年）12月 - ユニマット山丸証券の対面による証券営業部門を吸収分割により承継し、ばんせい山丸証券株式会社に商号変更。
- 2009年（平成21年）
  - 8月 - インヴァスト証券株式会社の対面による証券営業部門を吸収分割により承継。
  - 10月 - ロンドン駐在員事務所を開設。
  - 12月 - ファンドクリエーション投信投資顧問株式会社を100%子会社とする。
- 2011年（平成23年）
  - 3月 - 金十証券株式会社の対面による証券営業部門を吸収分割により承継。
  - 5月 - 商号をばんせい証券株式会社に再変更。
- 2014年（平成26年）10月 - 完全親会社の持株会社としてばんせいホールディングス株式会社を設立。

## グループ会社
- ばんせい投信投資顧問株式会社 （みやこインベストメント株式会社の事業をファンドクリエーション投信投資顧問株式会社に移管）
- 東西キャピタル株式会社

## コマーシャル
- 三田明を起用したCMを2000年代前半に流していた。これは三田が平安貴族の格好で平安絵巻の上を馬で闊歩しながら相場の格言を口ずさむ内容である。BGMは萬成プライムキャピタル証券時代が「しあわせの法則」で、入や萬成証券時代が「青春という名の旅人」という曲だった[2]。
- 同時期には民放各局の番組でスポンサーを務めていた。
- また、三田が商品ファンドの「よろずファンドシリーズ」の商品説明を行っていたCMを流したりもしていたが、これは報道番組を模したもの。

## 不祥事
- 頻繁に社名を変更してきたが、「萬成プライムキャピタル証券」時代には、顧客の株式取引で「取引一任勘定取引」（顧客の資金を使って勝手に株の売買を行う契約を取り付けて、これを執行）を行った事実が判明し、証券取引等監視委員会から勧告を受けた。
- 「入や萬成証券」時代には、商品先物取引を装って赤字の関連会社2社に所得を付け替えていたとして、東京国税局から、2003年（平成15年）3月期までの3年間に、計約7億4000万円の所得隠しを指摘された。同国税局は重加算税も含め約1億6000万円を追徴課税（更正処分）している。
- 「ばんせい証券」に社名変更後、再び「取引一任勘定取引」を行い、証券取引法（現金融商品取引法）に違反するとして証券取引等監視委員会が金融庁に対して同証券の処分勧告を行った。大阪支店の営業社員が顧客2人と取引一任勘定取引の契約を締結し、2006年（平成18年）11月27日から2007年1月19日までの2ヶ月足らずの間に計164件の売買を繰り返したという。
- 「ばんせい証券」当時、鈴木亜久里が代表を務めたF1チーム・スーパーアグリF1チームに、大口スポンサーとして香港に拠点を持つという石油商社・SS UNITED GROUPを紹介、2007年（平成19年）シーズンのチームの資金源となるはずであった。だが実際には一度もスポンサー料が払われることが無く、シーズン半ばで連絡も途絶えた。実際にはSS UNITED GROUPは実体のない会社であった。この件がもともと資金面に不安のあったスーパーアグリF1チームにとどめを刺す形となり、翌2008年シーズン途中でチームはF1を撤退した。その後、ばんせい山丸証券は鈴木亜久里らを相手取って16億2000万円の返還を求める民事訴訟を起こし、東京地裁は2010年6月24日、原告の訴えを100％認める判決を下した。この件について鈴木は、「資金を出す気のない企業とスポンサー契約を結ばされ、だまされた」と主張していた[3]。
- 2011年（平成23年）2月22日、証券取引等監視委員会は、有価証券届出書を提出していない都内非上場企業の社債を勧誘販売していたとして、「ばんせい山丸証券」を行政処分するよう金融庁に勧告した。この勧告に基づき、関東財務局は2011年3月1日に行政処分を行った。
  - 法令違反
    - 利率、発行価額等の条件や資金使途が同一の届出されていない社債を、償還期限や発行日をわずかずつ変えて複数回号に分散して、募集に該当することを回避しようとした。また、社債を発行するA社が、経営危機にあるB社に多額の貸付金を提供していることなど、A社に不利な面を顧客に知らせずに取得勧誘を行った。

  - 行政処分
    - 2011年3月7日から1か月間、有価証券の募集及び私募の取扱いに係る業務を停止（当局が個別に認めたものを除く）。顧客に対して、正確な商品説明と適切な対応、本件処分の内容の説明を行うこと、責任の所在を明確にし、適切な管理態勢を構築すること等。